# Diplazium centrochinense
Diplazium centrochinense là một loài dương xỉ trong họ Athyriaceae. Loài này được Blot mô tả khoa học đầu tiên năm 1932.
Danh pháp khoa học của loài này chưa được làm sáng tỏ. 